# Svjetsko prvenstvo u rukometu – Švedska 1954.
Svjetsko prvenstvo u rukometu 1954. održano je u Švedskoj od 13. siječnja do 17. siječnja. 
Svjetski prvaci su postali Šveđani koji su u finalu savladali Nijemce.

## Grupa A
| Reprezentacija | Rez.  | Reprezentacija |
| -------------- | ----- | -------------- |
| Švedska        | 16:8  | Danska         |
| Čehoslovačka   | 18:13 | Danska         |
| Švedska        | 23:14 | Čehoslovačka   |

| Reprezentacija | Utakmica | G.R.  | Bodovi |
| -------------- | -------- | ----- | ------ |
| Švedska        | 2        | 39:22 | 4      |
| Čehoslovačka   | 2        | 32:36 | 2      |
| Danska         | 2        | 21:34 | 0      |

| Reprezentacija | Rez.  | Reprezentacija |
| -------------- | ----- | -------------- |
| SR Njemačka    | 27:4  | Francuska      |
| Francuska      | 11:11 | Švicarska      |
| SR Njemačka    | 20:9  | Švicarska      |

| Reprezentacija | Utakmica | G.R.  | Bodovi |
| -------------- | -------- | ----- | ------ |
| SR Njemačka    | 2        | 47:13 | 4      |
| Švicarska      | 2        | 20:31 | 1      |
| Francuska      | 2        | 15:38 | 1      |

| Reprezentacija | Rez.  | Reprezentacija |
| -------------- | ----- | -------------- |
| Za 5. mjesto   |       |                |
| Danska         | 23:11 | Francuska      |
| Za 3. mjesto   |       |                |
| Čehoslovačka   | 24:11 | Švicarska      |
| Finale         |       |                |
| Švedska        | 17:14 | SR Njemačka    |

| Br. | Reprezentacija |
| --- | -------------- |
|     | Švedska        |
|     | SR Njemačka    |
|     | Čehoslovačka   |
| 4.  | Švicarska      |
| 5.  | Danska         |
| 6.  | Francuska      |

| Svjetska prvenstva u rukometu | Svjetska prvenstva u rukometu |
| ----------------------------- | --- |
|                               | |
| Muškarci                      | Njemačka 1938. • Švedska 1954. • DR Njemačka 1958. • SR Njemačka 1961. • Čehoslovačka 1964. • Švedska 1967. • Francuska 1970. • DR Njemačka 1974. • Danska 1978. • SR Njemačka 1982. • Švicarska 1986. • Čehoslovačka 1990. • Švedska 1993. • Island 1995. • Japan 1997. • Egipat 1999. • Francuska 2001. • Portugal 2003. • Tunis 2005. • Njemačka 2007. • Hrvatska 2009. • Švedska 2011. • Španjolska 2013. • Katar 2015. • Francuska 2017. • Danska i Njemačka 2019. • Egipat 2021. • Poljska i Švedska 2023. • Hrvatska, Danska i Norveška 2025. • Njemačka 2027. • Francuska i Njemačka 2029. • Danska, Island i Norveška 2031. |
|                               | |
| Žene                          | Jugoslavija 1957. • Rumunjska 1962. • SR Njemačka 1965. • Nizozemska 1971. • Jugoslavija 1973. • SSSR 1975. • Čehoslovačka 1978. • Mađarska 1982. • Nizozemska 1986. • Južna Koreja 1990. • Norveška 1993. • Austrija i Mađarska 1995. • Njemačka 1997. • Norveška i Danska 1999. • Italija 2001. • Hrvatska 2003. • Rusija 2005. • Francuska 2007. • Kina 2009. • Brazil 2011. • Srbija 2013. • Danska 2015. • Njemačka 2017. • Japan 2019. • Španjolska 2021. • Danska, Norveška i Švedska 2023. • Njemačka i Nizozemska 2025. • Mađarska 2027.• Španjolska 2029.• Češka i Poljska 2031.                                           |

| Svjetska prvenstva u rukometu | Svjetska prvenstva u rukometu |
| ----------------------------- | --- |
|                               | |
| Muškarci                      | Njemačka 1938. • Švedska 1954. • DR Njemačka 1958. • SR Njemačka 1961. • Čehoslovačka 1964. • Švedska 1967. • Francuska 1970. • DR Njemačka 1974. • Danska 1978. • SR Njemačka 1982. • Švicarska 1986. • Čehoslovačka 1990. • Švedska 1993. • Island 1995. • Japan 1997. • Egipat 1999. • Francuska 2001. • Portugal 2003. • Tunis 2005. • Njemačka 2007. • Hrvatska 2009. • Švedska 2011. • Španjolska 2013. • Katar 2015. • Francuska 2017. • Danska i Njemačka 2019. • Egipat 2021. • Poljska i Švedska 2023. • Hrvatska, Danska i Norveška 2025. • Njemačka 2027. • Francuska i Njemačka 2029. • Danska, Island i Norveška 2031. |
|                               | |
| Žene                          | Jugoslavija 1957. • Rumunjska 1962. • SR Njemačka 1965. • Nizozemska 1971. • Jugoslavija 1973. • SSSR 1975. • Čehoslovačka 1978. • Mađarska 1982. • Nizozemska 1986. • Južna Koreja 1990. • Norveška 1993. • Austrija i Mađarska 1995. • Njemačka 1997. • Norveška i Danska 1999. • Italija 2001. • Hrvatska 2003. • Rusija 2005. • Francuska 2007. • Kina 2009. • Brazil 2011. • Srbija 2013. • Danska 2015. • Njemačka 2017. • Japan 2019. • Španjolska 2021. • Danska, Norveška i Švedska 2023. • Njemačka i Nizozemska 2025. • Mađarska 2027.• Španjolska 2029.• Češka i Poljska 2031.                                           |